# Legge Calles
La legge Calles o legge di riforma del codice penale fu una riforma del codice penale del Messico sotto la presidenza di Plutarco Elías Calles, che prevedeva pene severe per le violazioni delle pesanti restrizioni contro il clero e la Chiesa cattolica sancite dalla Costituzione del 1917.
Calles applicò le preesistenti leggi anticlericali in tutto il paese e inasprì la legislazione anticlericale con nuovi provvedimenti. Nel giugno del 1926, promulgò la "legge di riforma del codice penale", nota come "legge Calles".
Per esempio, indossare l'abito ecclesiastico in pubblico (cioè fuori dagli edifici ecclesiastici) era multato con 500 pesos di ammenda; un sacerdote che 
avesse criticato il governo poteva essere imprigionato per cinque anni.  Alcuni stati posero in atto misure oppressive. Il Chihuahua, ad esempio, approvò una legge che permetteva un solo sacerdote in tutto lo stato.  Calles nazionalizzò i beni ecclesiastici, espulse tutti gli ecclesiastici stranieri, chiuse i monasteri, i conventi e le scuole religiose.
I sacerdoti furono costretti a sposarsi.
Gli effetti della persecuzione della Chiesa furono profondi.  Fra il 1926 e il 1934 almeno 40 sacerdoti furono assassinati. Mentre prima della rivolta c'erano in Messico 4.500 sacerdoti, nel 1934 erano rimasti solo 334 sacerdoti autorizzati dal governo per quindici milioni di fedeli: il resto era stato eliminato dall'emigrazione, dalle espulsioni e dagli assassinii.  Nel 1935, 17 stati erano completamente privi di sacerdoti.
La persecuzione condusse a diffusi sollevamenti e infine all'aperto conflitto da parte del popolo cattolico dei Cristeros (1926-1929).